# Música de As Cariocas (série)
A trilha sonora da série de televisão brasileira As Cariocas é de autoria de Pedro Luís, membro das bandas Pedro Luís e a Parede e Monobloco, com supervisão de Olivia Byington e a ajuda do diretor Daniel Filho. A trilha foi composta por diversas regravações: "Só o omê", de Noriel Vilela gravado por Ney Matogrosso, "Malandro", de Jorge Aragão, gravada por Alcione, "Samba do Carioca", de Vinicius de Moraes, gravado por Elza Soares, "Menina", de Paulinho Nogueira, gravado por Mart'nália, entre outros.

## Faixas
- Capa com: As Dez Cariocas

Capa: http://www.livrariascuritiba.com.br/BaseCD/7891430186128/capa.jpg
1. "Bela Fera" - Pedro Luís e a Parede (Tema de abertura/Eps: A Invejosa de Ipanema)
2. "Magra" - Lenine (Eps: "A Noiva do Catete")
3. "Tô Fora" - Roberta Sá e Trio Madeira Brasil (Eps: "A Suicida da Lapa")
4. "Menina" - Mart'nália (Eps: "A Atormentada da Tijuca")
5. "Só Love"  - Nina (Eps: "A Adúltera da Urca", "A Vingativa do Méier", "A Atormentada da Tijuca" e "A Invejosa de Ipanema")
6. "Tempo de Estio"  - Olivia Byington (Eps: "A Invejosa de Ipanema")
7. "Samba do Carioca" - Elza Soares (Eps: "A Vingativa do Méier")
8. "Que Pena (Ela já não gosta de mim)"  - João Cavalcanti (Eps: "A Vingativa do Méier")
9. "Só o Omê" - Ney Matogrosso (Eps: "A Traída da Barra")
10. "Malandro" - Alcione (Eps: "A Internauta da Mangueira")
11. "Outra Vez"  - Felipe Allman (Eps: "A Adúltera da Urca")
12. "Segura Nega"  - Monobloco (Eps: "A Noiva do Catete" e "A Traída da Barra")
13. "Sem Compromisso"  - Marcos Sacramento (Eps: "A Iludida de Copacabana")
14. "Necessidade" - Marcelo D2 (Eps: "A Desinibida do Grajaú")

obs: A Trilha sonora ja esta a venda